# Каннон
Каннон (кит. 觀[世]音, Гуань[ши]инь; яп. 観[世]音, Каннон/Кандзэон, Канъон, устар. Кваннон; 観自在 Кандзидзай, 観世自在 Кандзэдзидзай) — богиня милосердия в японской мифологии, способная перевоплощаться. Образ Каннон попал в Японию из Китая вместе с буддийским вероучением, где имеет соответствие в богине-бодхисаттве Гуаньинь. Считалась воплощением бодхисаттвы Авалокитешвары, а также помощником будды Амитабхи. Часто изображается многорукой. Согласно буддийским поверьям, она помогает людям, появляясь в тридцати трёх образах. Существует много рассказов о том, что богиня Каннон в вещем сне посылает счастье молящимся в её храме, но счастье это иногда покупается тяжёлой ценой.

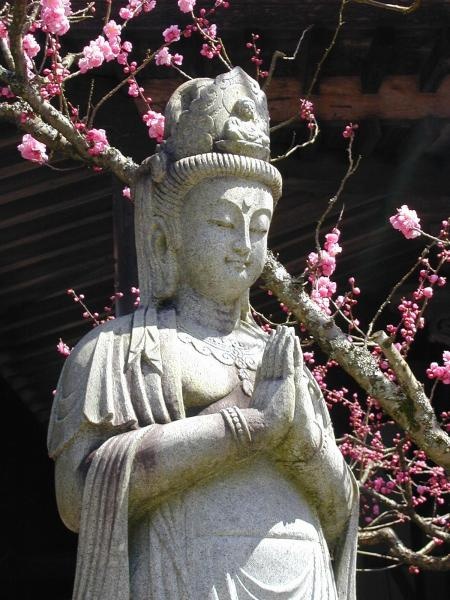
Статуя Каннон (Гуаньинь) в Дайэн-ин, «храме Небосвода» школы сингон на Коя-сан, Вакаяма

В 597 году, на 5-м году правления императрицы Суйко, ныряльщик с Исе по имени Хадамэ Тацумаро (яп. 甚目竜麻呂) нашёл в море изображение Каннон, после чего на этом месте был построен буддийский храм Дзимоку-дзи, а в 628 году на месте обнаружения её статуи был построен храм Сэнсо-дзи.
С Каннон связано появление Манэки-нэко — талисмана удачи в виде кошки с поднятой лапой. Существует легенда о том, как появился такой талисман: 
В 1615 году мимо храма Гото-кудзи пролегал путь возвращавшегося из военного похода даймё (князя) Ии Наотака (1590—1659). Вдруг пошёл сильный ливень, было темно и князь укрылся под  огромным деревом. Князь и не заметил бы храмовых ворот, если бы не сидевший у них кот, манивший его лапой. Как только князь подошёл к нему, в дерево ударила молния, разнеся его в щепки.
В храме князя встретил настоятель. Мудрый монах и произошедшее произвели на князя впечатление, и тот дал средства для восстановления обители, которая затем стала родовым храмом семьи Ии. Эта легенда указывает на то, что фактически кошкой была Каннон, богиня сострадания, которая приняла облик кота.
Японская компания Canon, производитель копировальной и фото-техники, названа в честь этой богини.

## См. также

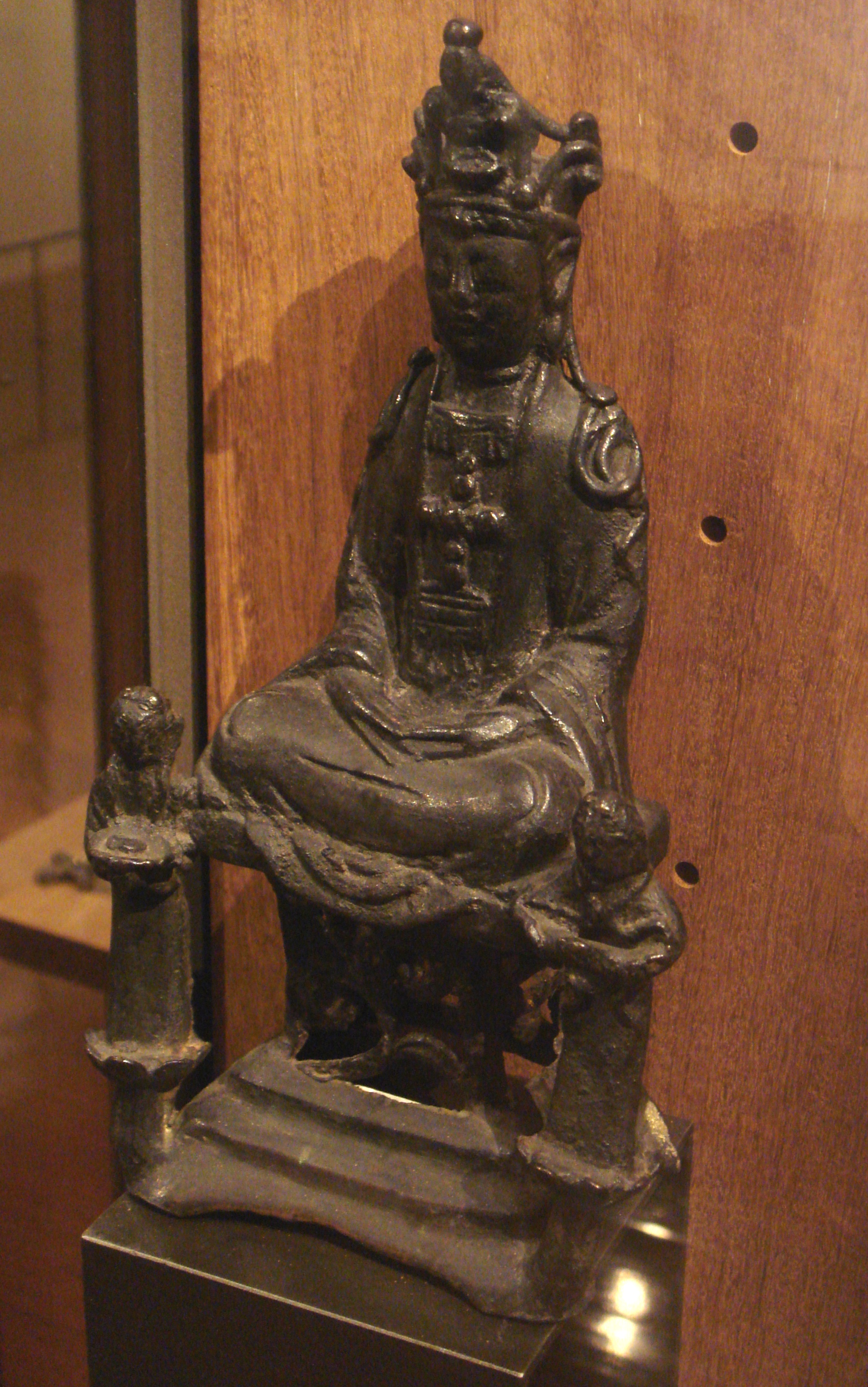
Статуя Девы Марии, изготовленная в виде бодхисаттвы Авалокитешвары, на груди которой изображён крест. Статуя хранится в Париже в музее миссионерской конгрегации «Парижское общество заграничных миссий»